# The God of Gold
Pour plus de détails, voir Fiche technique et Distribution.
The God of Gold est un film muet américain réalisé par Colin Campbell et sorti en 1912.

## Fiche technique
- Réalisation : Colin Campbell
- Scénario : Colin Campbell, Gordon V. May
- Production : William Nicholas Selig
- Date de sortie : États-Unis : 12 décembre 1912

## Distribution
- Tom Santschi
- Herbert Rawlinson
- Eddie James
- Wheeler Oakman
- Douglas Simpson
- Bessie Eyton
- Camille Astor
- Lillian Hayward
- Baby Lillian Wade
- Frank Wade